# Orthopoxvirus monkeypox
L'Orthopoxvirus monkeypox (MPV o MPXV, dalla precedente denominazione Monkeypox virus utilizzata fino ad agosto 2023) è un virus zoonotico a DNA a doppio filamento, appartenente alla famiglia dei Poxviridae e al genere Orthopoxvirus, responsabile del Mpox.
Si tratta di uno dei pochi virus del suo genere in grado di infettare anche gli umani, assieme al Variola virus (VARV) responsabile del vaiolo umano, al Cowpox virus (CPX) responsabile del vaiolo bovino, e al Vaccinia virus (VACV), il virus in grado di indurre negli esseri umani sia l'immunità umorale che l'immunità cellulare al virus del vaiolo. Ciò nonostante, è stato comunque osservato che l'Orthopoxvirus monkeypox non è né un antenato diretto, né un discendente diretto del virus variola, rispetto a cui causa eruzioni cutanee più lievi e ha un tasso di letalità inferiore.

## Storia
Clade endemico dell'Africa occidentale
     Clade endemico del bacino del Congo
     Entrambi i clade registrati
     Epidemia del clade dell'Africa occidentale in 2022

Mappa della diffusione del virus del vaiolo delle scimmie a livello planetario.
Clade endemico dell'Africa occidentale
Clade endemico del bacino del Congo
Entrambi i clade registrati
Epidemia del clade dell'Africa occidentale in 2022

Dopo la scoperta del 1958, quando il virus fu rilevato in alcune scimmie, il Monkeypox virus è stato poi scoperto negli esseri umani nel 1970. 
Tra il 1970 e il 1986 sono stati segnalati oltre 400 casi nell'uomo e piccole epidemie virali, con un tasso di letalità nell'ordine del 10% e un tasso di attacco secondario da uomo a uomo all'incirca uguale, si verificano routinariamente nell'Africa centrale e occidentale equatoriale (l'ultima si è verificata dal settembre 2017 al maggio 2019 in Nigeria ed ha provocato 200 casi confermati con un tasso di mortalità di circa il 3%). In ogni caso si ritiene che la principale via di infezione sia il contatto con animali infetti o con i loro fluidi corporei.
La prima segnalazione di un focolaio negli Stati Uniti d'America si è verificata nel 2003 in diversi Stati degli Stati Uniti d'America medio-occidentali, con un'occorrenza anche nel New Jersey. Iniziata a maggio del 2003, l'epidemia si concluse infine nel luglio dello stesso anno con un centinaio di casi confermati e senza decessi.
Il 29 aprile 2022, nel Regno Unito è stato segnalato un caso di infezione da Monkeypox virus in un cittadino britannico proveniente dalla Nigeria. A metà maggio, altri casi erano stati rilevati nell'area di Londra ma anche nell'Inghilterra nord-orientale, così come in altri paesi europei, tra cui il Portogallo, la Germania e l'Italia, ed extra-europei, come l'Australia.

## Caratteristiche

### Biologia
Caratteristica unica dei Poxviridae è quella di riprodursi nel citoplasma delle cellule infettate, dove la replicazione del DNA e la sua trascrizione avvengono grazie agli stessi enzimi virali e alla prevenzione dell'apoptosi esercitata dallo stesso virus. Alla fine della replicazione del DNA e della formazione delle sue proteine, il virus si autoassembla, passando rapidamente da una prima particella virale sferica, immatura, a un maturo virus intracellulare, e passa nell'apparato di Golgi dove acquisisce la membrana virale, uscendo infine all'esterno della cellula infettata tramite l'esocitosi. La morte della cellula avviene per riduzione della trascrizione delle normali proteine cellulari, in quanto il meccanismo deputato alla loro sintesi veniva modificato dal virus per produrre le proprie.

### Morfologia
L'Orthopoxvirus monkeypox è un virus dotato di un pericapside di forma ovale vagamente rettangolare largo da 200 a 250 nm e con un diametro da 140 a 220 nm (una dimensione eccezionalmente grande per un virus, basti pensare che il Rhinovirus, responsabile del comune raffreddore, ha una dimensione di 20-30 nm) con tubuli superficiali caratteristici e un componente centrale, il capside, a forma di manubrio.
Proprio le proteine virali menzionate in precedenza sono quelle che modulano la risposta immunitaria dell'ospite e, confrontando il genoma del virus del vaiolo delle scimmie con i genomi dei sopraccitati Variola virus e Vaccinia virus, sono state riscontrate differenze in molti di questi geni immunomodulatori, inclusi i geni che esprimono proteine che influenzano le citochine come l'interleuchina-1, il fattore di necrosi tumorale e l'interferone, unitamente a differenze presenti anche nei geni che codificano per fattori di virulenza e proteine dell'ospite. Le differenze genetiche tra il virus del vaiolo delle scimmie e quello umano ammontano a circa il 4% dei nucleotidi, per quanto riguarda la regione centrale del filamento, per aumentare poi nelle regioni più periferiche, dove sono più spesso presenti i geni legati alla virulenza. Differenze genetiche assommabili allo 0,55-0,56% dei nucleotidi sono state riscontrate anche tra i due già menzionati ceppi di virus del vaiolo delle scimmie che si trovano in due diverse regioni dell'Africa, e probabilmente proprio tali differenze spiegano le loro diverse virulenze.

## Trasmissione
Identificato per la prima volta da Preben von Magnus a Copenaghen, in Danimarca, nel 1958 in alcuni macachi cinomolgo (Macaca fascicularis) usati come animali da laboratorio, l'Orthopoxvirus monkeypox può essere trasportato da diversi animali, inclusi i primati. Si ritiene ad esempio che l'epidemia scoppiata negli Stati Uniti d'America centro-occidentali nel 2003 risalga ad alcuni cani della prateria infettati da un ratto gigante del Gambia (Cricetomys gambianus) importato proprio da quello Stato.
Il virus si trova infatti principalmente nelle regioni della foresta pluviale tropicale dell'Africa occidentale e centrale, dove è tassonomicamente diviso in due cladi chiamati rispettivamente "occidentale africano" e "bacino del Congo". Proprio nei ceppi isolati in quest'ultima regione è stata inoltre osservata una maggiore virulenza.
La trasmissione può avvenire sia da animale a uomo che da uomo a uomo. L'infezione da animale a uomo può verificarsi tramite un morso di animale o per contatto diretto con i fluidi corporei di un animale infetto, mentre quella da uomo a uomo può avvenire sia attraverso la respirazione delle goccioline respiratorie emesse da una persona infetta, che tramite il contatto con fomiti contaminati dai suoi fluidi corporei. Il periodo di incubazione della malattia è compreso tra 6 e 14 giorni, con alcuni casi di 21 giorni, mentre i sintomi prodromici includono gonfiore dei linfonodi, dolore muscolare, mal di testa e febbre, seguiti infine dell'emergere dell'eruzione cutanea.
Secondo uno studio condotto su 16 nazioni e 528 casi, si è riscontrato che il 98% delle persone infette erano uomini gay o bisessuali, di cui il 41% con problemi di immunodeficienza. Si sospetta che la trasmissione avvenga per via sessuale nel 95% dei casi. Non sono stati riportati casi di morte.